# Коженкова, Анастасия Николаевна
Анастаси́я Никола́евна Коженко́ва (укр. Анастасія Миколаївна Коженкова; род. 19 января 1986, Ковель) — украинская гребчиха, выступала за сборную Украины по академической гребле в середине 2000-х — начале 2010-х годов. Чемпионка летних Олимпийских игр в Лондоне, чемпионка Европы и мира, многократная победительница и призёрша этапов Кубка мира, регат национального значения. На соревнованиях представляла спортивный клуб «Дзержинка», заслуженный мастер спорта Украины.

## Биография
Анастасия Коженкова родилась 19 января 1986 года в городе Ковеле Волынской области Украинской ССР. Активно заниматься академической греблей начала в возрасте четырнадцати лет, проходила подготовку в днепродзержинском спортивном клубе «Дзержинка» и в школе высшего спортивного мастерства в Днепропетровске, в разное время тренировалась у таких специалистов как, Владимир Морозов и Алексей Кириченко.
Первого серьёзного успеха добилась в 2002 году, когда впервые попала в юношескую сборную Украины и побывала на юниорском чемпионате мира в Литве, где в зачёте парных двухместных экипажей показала девятый результат. Год спустя на чемпионате мира среди юниоров в Афинах заняла одиннадцатое место в четвёрках, ещё через год на аналогичных соревнованиях в испанском Баньолесе выиграла в той же дисциплине серебряную медаль. В 2005 году была четырнадцатой в двойках на молодёжном мировом первенстве в Амстердаме.
На взрослом международном уровне дебютировала в сезоне 2006 года, выступив и заняв седьмое место на этапе Кубка мира в польской Познани. Кроме того, поучаствовала в молодёжном чемпионате мира в Бельгии на озере Хазевинкель, где тоже пришла к финишу седьмой. В 2007 году соревновалась на молодёжном мировом первенстве в Глазго, была шестой в программе одиночных лодок, затем ездила на молодёжный чемпионат мира в немецкий Бранденбург, став пятой в двойках, и на взрослый чемпионат Европы в Афины, став одиннадцатой в одиночках.
Сезон 2009 года оказался одним из самых успешных в её спортивной карьере, в парных четвёрках Коженкова одержала победу на чемпионате мира в Познани и на чемпионате Европы в Бресте. Год спустя выиграла две серебряные медали на этапах Кубка мира, защитила титул чемпионки Европы на соревнованиях в португальском городе Монтемор-у-Велью и добавила в послужной список серебро с чемпионата мира, прошедшего на озере Карапиро в Новой Зеландии. 2011 год в спортивном плане тоже провела успешно, на различных этапах мирового кубка взяла золото, серебро и бронзу, в третий раз подряд стала чемпионкой Европы на турнире в болгарском Пловдиве, в двойках расположилась на четвёртой позиции зачёта чемпионата мира на Бледском озере в Словении, остановившись в шаге от подиума.

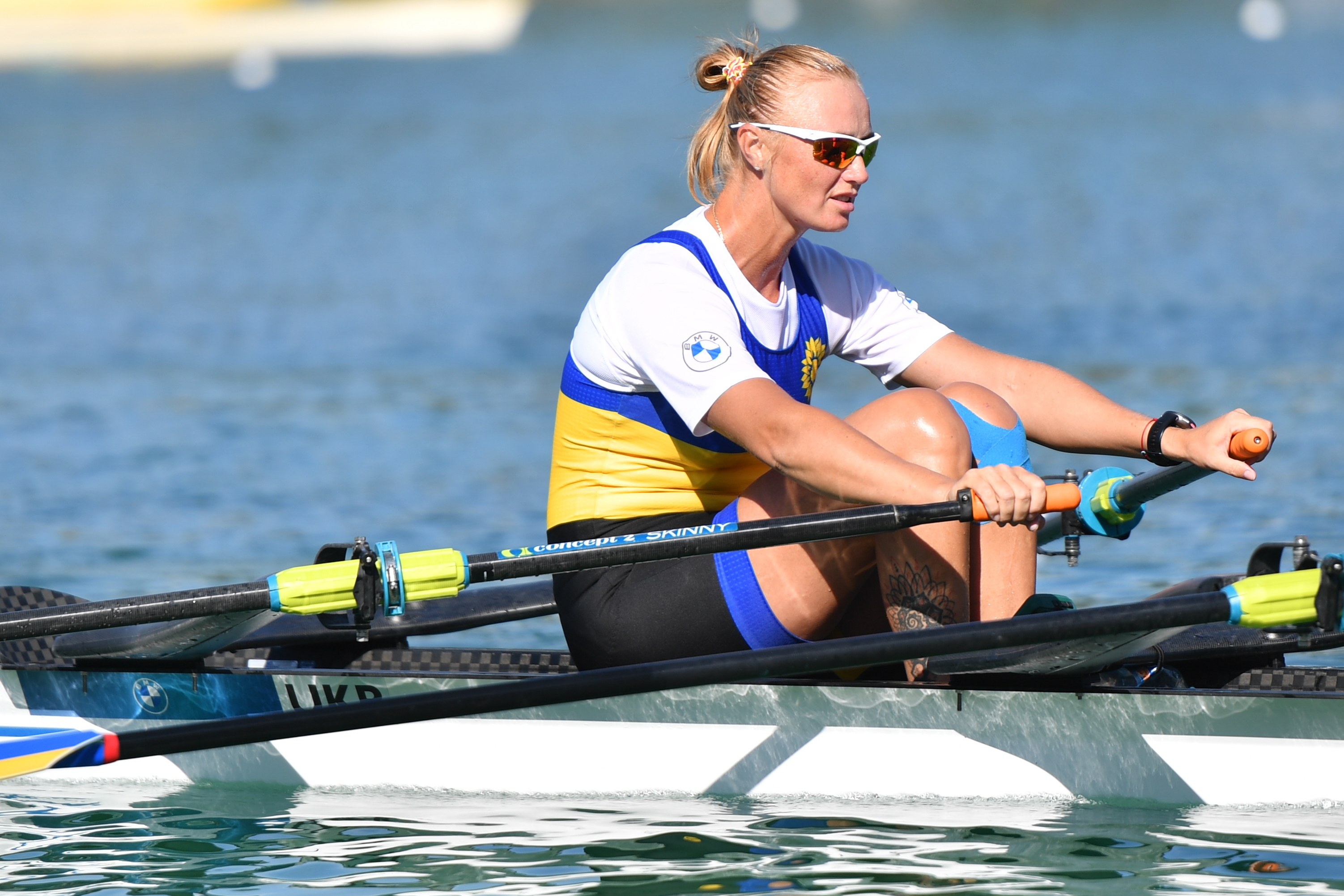
Коженкова на чемпионате Европы 2022 в Мюнхене

Благодаря череде удачных выступлений Коженкова удостоилась права защищать честь страны на летних Олимпийских играх 2012 года в Лондоне — с четырёхместным парным экипажем, куда также вошли гребчихи Яна Дементьева, Наталия Довгодько и Екатерина Тарасенко, одолела всех соперниц и завоевала тем самым золотую медаль. Подготовил команду тренер Владимир Морозов. Вскоре после лондонской Олимпиады покинула украинскую сборную в связи с рождением ребёнка. За выдающиеся спортивные достижения удостоена почётного звания «Заслуженный мастер спорта Украины», награждена орденом «За заслуги» III степени.
Имеет высшее образование, в 2008 году окончила Национальный университет физического воспитания и спорта Украины. Замужем за своим тренером Алексеем Кириченко, есть сын Елисей.